# Região ultramarina (França)
Região ultramarina ou terra ultramarina (em francês: pays d'outre-mer ou POM) é a nova designação para a coletividade de ultramar da Polinésia Francesa. A Polinésia Francesa anteriormente era um território ultramarino até a reforma constitucional de 28 de março de 2003, quando criou coletividades no exterior. Então, em 27 de fevereiro de 2004, foi aprovada uma lei dando a Polinésia Francesa a designação específica de país no exterior, recordando que pertencia à uma coletividade. No entanto, o Conselho Constitucional da França determinou que esta descrição era apenas uma designação e não um estatuto legal, como constitucional.
O novo status do território significou uma certa autonomia para a Polinésia Francesa e na sua região no Oceano Pacífico, que traduziu a transferência de novas áreas de responsabilidade legal (direito civil, direito comercial, direito do trabalho), protegendo sua autonomia em relação ao desenvolvimento , saúde, planejamento urbano e meio ambiente. Além disso, possui o poder de se opor à aplicação na Polinésia Francesa das leis votadas pelo Parlamento francês, que não respeitarem estas áreas de responsabilidades. Estabeleceu a cidadania polinésia com base em residência permanente, que é um requisito para o direito de voto nas eleições regionais. No entanto, a França mantêm o controle sobre a justiça, segurança, ordem pública, moeda, defesa e política externa.
A Nova Caledônia, é a única que possui o status de coletividade sui generis, também por vezes erradamente referida como um país no exterior. Pelo Acordo de Numeá,assinado em 5 de Maio de 1998, é prevista uma maior autonomia ao arquipélago. O último referendo sobre a questão do futuro institucional (ou manutenção da autonomia dentro da República Francesa) será realizado entre 2014 e 2018.